# Гърлище
Гърлище (на сръбски: Грлиште) е село в Зайчарски окръг, Източна Сърбия. Населението му е около 857 души (2011).
Разположено е на 193 метра надморска височина в долината на река Тимок, на 11 километра южно от центъра на Зайчар и на 9 километра западно от границата с България. Селото се споменава за пръв път в османски регистри от 1455 година. В края на XVIII – началото на XIX век е заселено от участници в Тетевенското преселване и за дълго местният диалект остава силно повлиян от централния балкански говор. Днес жителите на селото се определят като сърби.